# Vila Nova de Famalicão
Vila Nova de Famalicão ('vilɐ 'nɔvɐ dɨ fɐmɐli'kɐ̃ũ) è un comune portoghese di 133 832 abitanti situato nel distretto di Braga.
Il suo territorio comunale è bagnato dalle acque del fiume Ave.

## Storia
Le vestigia storiche sull'origine del popolamento di questa terra ci portano all'età del ferro, più propriamente alle vestigia archeologiche del castro per il comune.
Il Castro do Monte das Ermidas, forse fondato nel IV secolo a.C., il Castro de São Miguel-o-Anjo oppure ancora il Castro de Eiras, sono alcune delle vestigia archeologiche del remoto popolamento di cui il comune dispone. 
La Pedra Formosa del Castro de Eiras, che apparteneva a un complesso di bagni, fu trovata nel 1880 e secondo gli archeologi data dal primo millennio avanti Cristo.
Comunque le origini di Vila Nova risalgono più propriamente al regno di Sancho I, secondo re del Portogallo, che destinò la zona a reguengo Il re emise un documento apposito (carta foral) nel 1205, allo scopo di creare radici popolari in questa zona. 

## Società

### Evoluzione demografica
| Popolazione di Vila Nova de Famalicão (1849 – 2004) | Popolazione di Vila Nova de Famalicão (1849 – 2004) | Popolazione di Vila Nova de Famalicão (1849 – 2004) | Popolazione di Vila Nova de Famalicão (1849 – 2004) | Popolazione di Vila Nova de Famalicão (1849 – 2004) | Popolazione di Vila Nova de Famalicão (1849 – 2004) | Popolazione di Vila Nova de Famalicão (1849 – 2004) | Popolazione di Vila Nova de Famalicão (1849 – 2004) | Popolazione di Vila Nova de Famalicão (1849 – 2004) |
| --------------------------------------------------- | --------------------------------------------------- | --------------------------------------------------- | --------------------------------------------------- | --------------------------------------------------- | --------------------------------------------------- | --------------------------------------------------- | --------------------------------------------------- | --------------------------------------------------- |
| 1849                                                | 1900                                                | 1930                                                | 1960                                                | 1981                                                | 1991                                                | 2001                                                | 2004                                                |                                                     |
| 27023                                               | 33978                                               | 43561                                               | 79250                                               | 106508                                              | 114338                                              | 127567                                              | 131690                                              |                                                     |

## Suddivisioni amministrative
Dal 2013 il concelho (o município, nel senso di circoscrizione territoriale-amministrativa) di Vila Nova de Famalicão è suddiviso in 34 freguesias principali (letteralmente, parrocchie).

### Freguesias
1. Vila Nova de Famalicão: Vila Nova de Famalicão, Calendário
2. Gondifelos: Gondifelos, Cavalões, Outiz
3. Esmeriz: Esmeriz, Cabeçudos
4. Antas: Antas, Abade de Vermoim
5. Ávidos: Ávidos, Lagoa
6. Seide (São Miguel): Seide (São Miguel), Seide (São Paio)
7. Carreira: Carreira, Bente
8. Ruivães: Ruivães, Novais
9. Vale (São Cosme): Vale (São Cosme), Telhado, Portela
10. Lemenhe: Lemenhe, Mouquim, Jesufrei
11. Arnoso (Santa Maria): Arnoso (Santa Maria), Arnoso (Santa Eulália), Sezures
12. Bairro
13. Brufe (Vila Nova de Famalicão)
14. Castelões
15. Cruz
16. Delães
17. Fradelos
18. Gavião (Vila Nova de Famalicão)
19. Joane
20. Landim
21. Louro
22. Lousado
23. Mogege
24. Nine
25. Oliveira (Santa Maria)
26. Oliveira (São Mateus)
27. Pedome
28. Pousada de Saramagos
29. Requião
30. Riba de Ave
31. Ribeirão
32. Vale (São Martinho)
33. Vermoim
34. Vilarinho das Cambas